# The Airing of Grievances
The Airing of Grievances est le premier album du groupe de rock indépendant Titus Andronicus. Il a d'abord été réalisé en avril 2008 sur le label Troubleman United avant de connaître une réédition par le label XL Recordings en janvier 2009.
Cet album a reçu un très bon accueil critique notamment de la part du site de critique sur internet Pitchfork. Pitchfork a même promu cet album à la 25e place du classement des 50 meilleurs albums de 2008.

## Liste des titres
1. Fear and Loathing in Mahwah, NJ – 5:56
2. My Time Outside the Womb – 2:55
3. Joset of Nazareth's Blues – 2:30
4. Arms Against Atrophy – 5:16
5. Upon Viewing Brueghel's Landscape with the Fall of Icarus – 4:25
6. Titus Andronicus – 3:13
7. No Future – 7:39
8. No Future Part Two: The Days After No Future – 6:54
9. Albert Camus – 6:25